# Buffalo Bills
Die Buffalo Bills sind ein American-Football-Team der National Football League (NFL) aus Buffalo, New York. Ihre wichtigsten Erfolge gehen auf die Mitte der 1960er Jahre und den Beginn der 1990er Jahre zurück, als sie vier Mal hintereinander die AFC gewannen, aber nie den Gegner im Super Bowl bezwingen konnten.

## Teamgeschichte
Der Name Buffalo Bills stammt aus einer öffentlichen Abstimmung aus dem Jahr 1946. Der Vorschlag von James F. Dyson gewann und Dyson erhielt hierfür 500 US-Dollar. Weitere der über 4500 Einsendungen lauteten „Bullets“, „Nickels“ und „Blue Devils“. Der Name des Teams leitet sich von Buffalo Bill ab.
Die Buffalo Bills waren 1960 ein Gründungsmitglied der American Football League (AFL). In einer sehr offensiv dominierten Liga waren die Bills ein hervorragendes Defensiv-Team. 1964 erzielte die Defense ihre beste Leistung und erlaubte den gegnerischen Offense-Teams in der gesamten Saison nur 298 Laufversuche für 918 Yards Raumgewinn – etwas über 65 Yards pro Spiel in einer 14-Spiele-Regular-Season (die 1960–1969 bei der AFL sowie 1961–1977 bei der NFL ausgetragen wurde) und damit ein NFL-Rekord. Die Bills gewannen in diesem Jahr als einzige Mannschaft 13 Spiele in der AFL und den Titel.
1965 konnten sie den Erfolg wiederholen und erreichten auch im Folgejahr das Endspiel, verloren aber diesmal. Sie waren jedoch die einzige AFL-Mannschaft, die viermal in Folge (1963–1966) die Play-offs erreichen konnten.
Vor der Saison 1969 konnten die Bills O. J. Simpson draften, der das Spiel der Bills in den 1970ern mitprägte.
Nach dem Zusammenschluss der AFL mit der NFL spielten die Bills zunächst im Keller der Liga, bevor ihr früherer Trainer Lou Saban 1972 zurückkehrte und die Bills wieder nach oben führte.
1973 war ein Jahr des Wechsels bei den Bills. Joe Ferguson wurde neuer Quarterback, sie spielten in einem neuen Stadion, und Simpson lief einen 2000-Yards-Rekord, der ihm den Titel des Most Valuable Player, des wertvollsten Spielers der NFL, einbrachte. Mit dem ersten positiven Saisonergebnis seit 1966 erreichten sie zum ersten Mal die Play-offs der NFL.
Der Rest der 1970er verlief ohne große Höhen. 1977 wurde O. J. Simpson an die San Francisco 49ers abgegeben, und Chuck Knox wurde neuer Trainer.
1983 drafteten die Bills den Quarterback Jim Kelly, der aber zunächst in der neuen United States Football League (USFL) bei den Houston Gamblers spielte und erst nach deren Niedergang 1986 zu den Bills kam. Mit ihm und Runningback Thurman Thomas, der 1988 zu den Bills kam, begann der Marsch an die Spitze der NFL. Head Coach Marv Levy revolutionierte die NFL mit der sogenannten „K-Gun“-Offense, einer über das gesamte Spiel durchgezogenen Hurry-up offense. Namenspate war Tight End Keith McKeller, der bei Laufspielzügen Thomas den Weg wie ein Offensive Lineman freiblockte und im Passspiel wie ein Wide Receiver Pässe von Kelly fing. Mit der wohl schnellsten Offense der Liga erreichten sie bereits im Januar 1991 den Super Bowl, ebenso wie die nächsten drei Jahre – das einzige Team, das den Super Bowl viermal in Folge erreichte. Die große Tragik des Teams war, dass es alle vier Spiele verlor.
Danach versanken die Bills im Mittelmaß. Von 2000 bis 2013 bestritten die Bills kein Play-off-Spiel und beendeten keine Saison mit mehr als acht Siegen.
In der Saison 2014 erreichte Buffalo seit langem wieder ein positives Sieg/Niederlagen-Verhältnis. Die Bills konnten mit 9 Siegen und 7 Niederlagen jedoch auch nicht an den Play-offs teilnehmen. Nach der Saison verließ Head Coach Doug Marrone die Bills durch eine Ausstiegsklausel (Opt-Out) in seinem Vertrag. Marrone konnte bei den Bills in seinen zwei Jahren 15 Siege und 17 Niederlagen vorweisen. Als neuer Head Coach wurde im Januar 2015 Rex Ryan vorgestellt, der zuvor sechs Jahre lang den Divisions-Kontrahenten New York Jets trainiert hatte. Nach dem 16. Spieltag in der NFL-Saison 2016 und dem wiederholten Nichterreichen der Play-offs trennten sich die Bills von Ryan.
Am 11. Januar 2017 wurde Ryans Nachfolger Sean McDermott vorgestellt, er ist der zwanzigste Head Coach in der Geschichte der Buffalo Bills. Mit ihm erreichten die Bills das erste Mal seit 1999 wieder die Play-offs. Hier verloren sie jedoch das erste Spiel mit 3:10 gegen die Jacksonville Jaguars. Im NFL Draft 2018 wählten die Bills in der ersten Runde den Quarterback Josh Allen, der noch in der Saison 2018 zum Starting Quarterback des Teams wurde. In der Saison 2019 führte Allen das Team erneut in die Play-offs. Das Spiel in der Wildcard-Runde gegen die Houston Texans ging knapp verloren. In der Saison 2020 gewannen die Buffalo Bills erstmals seit 15 Jahren die Division. Mit 13:3 waren sie das zweitbeste Team der AFC. In den Play-offs verlor man erst das AFC Championship Game gegen die Kansas City Chiefs mit 38:24, zuvor gelang mit einem Sieg über die Indianapolis Colts der erste Sieg in der Postseason seit 25 Jahren. Die Saison 2021 schlossen sie mit 11:6 als drittbestes Team der Conference ab. In der Wild Card Round schlug Buffalo die New England Patriots mit 47:17. Danach scheiterten sie erneut an Kansas City: Das Spiel der Divisional Round ging 42:36 in der Verlängerung verloren.

## Bills Toronto Series
Ab 2008 trugen die Buffalo Bills pro Saison eines ihrer Heimspiele in Kanada (Toronto, Rogers Centre) aus. Diese Abmachung war vorerst auf fünf Jahre befristet. Im Januar 2013 wurde der Vertrag zunächst um weitere fünf Jahre verlängert. Im März 2014 wurde bekannt gegeben, dass für ein Jahr ausgesetzt wird. Im Dezember 2014 wurde dann beschlossen, keine Spiele mehr in Toronto auszutragen.
Insgesamt hatten die Bills von 2008 bis 2013 sechs Spiele der regulären Saison in Toronto ausgetragen. Dazu kamen je ein Preseason-Spiel 2008 und 2010.

## Super Bowls
Obwohl die Bills von der Saison 1990 bis zur Saison 1993 viermal in Folge den Super Bowl erreichten, konnten sie ihn nie gewinnen.
- Super Bowl XXV – 19:20 gegen die New York Giants
- Super Bowl XXVI – 24:37 gegen die Washington Redskins
- Super Bowl XXVII – 17:52 gegen die Dallas Cowboys
- Super Bowl XXVIII – 13:30 gegen die Dallas Cowboys

## Spieler

### Aktueller Kader
| Abkürzungen der Spieler-Positionen im American Football | Abkürzungen der Spieler-Positionen im American Football |
| ------------------------------------------------------- | --- |
| Offense                                                 | QB – Quarterback \| RB – Runningback \| FB – Fullback \| TE – Tight End \| E/WR – Wide Receiver \| T – Tackle \| G – Guard \| C – Center |
| Defense                                                 | DT – Defensive Tackle \| DE – Defensive End \| NT – Nose Tackle \| LB – Linebacker \| ILB – Inside Linebacker \| MLB – Middle Linebacker \| OLB – Outside Linebacker \| CB – Cornerback \| NB – Nickelback \| FS – Free Safety \| SS – Strong Safety |
| Special Teams                                           | K – Kicker \| P – Punter \| KS – Kicking Specialist \| KOS – Kickoff Specialist \| LS – Long Snapper \| RS – Return Specialist \| KOR/KR – Kick Returner \| PR – Punt Returner \| PP – Punt Protector                                                |

### Bills in der Pro Football Hall of Fame
| Pro Football Hall of Fame Mitglieder |                   |                   |                   |                   |
| Trikotnummer                         | Name              | Position          | Für Buffalo Aktiv | Jahr der Aufnahme |
| 32                                   | O. J. Simpson     | RB                | 1969–1977         | 1985              |
| 78                                   | Billy Shaw        | G                 | 1961–1969         | 1999              |
| –                                    | Marv Levy         | Head Coach        | 1986–1997         | 2001              |
| 12                                   | Jim Kelly         | QB                | 1986–1996         | 2002              |
| 68                                   | Joe DeLamielleure | G                 | 1973–79, 1985     | 2003              |
| 86/80                                | James Lofton      | WR                | 1989–1992         | 2003              |
| 34                                   | Thurman Thomas    | RB                | 1988–1999         | 2007              |
| 78                                   | Bruce Smith       | DE                | 1985–1999         | 2009              |
| –                                    | Ralph Wilson      | Gründer, Besitzer | 1959–2014         | 2009              |
| 83                                   | Andre Reed        | WR                | 1985–1996         | 2014              |
| –                                    | Bill Polian       | General Manager   | 1986–1992         | 2015              |
| 81                                   | Terrell Owens     | WR                | 2009              | 2018              |

### Buffalo Bills Wall of Fame
Seit 1980 ehren die Bills einen verdienten Spieler oder Funktionär. In der Regel wird diese Ehrung jährlich ausgesprochen. Der Spieler muss mindestens drei Jahre in Buffalo gespielt, sich besondere Verdienste erworben und seine Karriere beendet haben. Die Ehrung wird während eines Spiels ausgesprochen und durch einen Anschlag im Stadion deutlich gemacht.
Folgenden Personen wurde diese Ehre zuteil:
- 1980: O. J. Simpson
- 1984: Jack Kemp
- 1985: Patrick J. McGroder
- 1987: Tom Sestak
- 1988: Billy Shaw
- 1989: Ralph C. Wilson Jr.
- 1992: der 12. Mann auf dem Platz – die Fans im Stadion
- 1993: Elbert Dubenion
- 1994: Mike Stratton
- 1995: Joe Ferguson
- 1996: Marv Levy
- 1997: Joe DeLamielleure
- 1998: Robert James
- 1999: Edward Abramoski
- 2000: Bob Kalsu
- 2000: George Saimes
- 2001: Jim Kelly
- 2001: Fred Smerlas
- 2002: Kent Hull
- 2003: Darryl Talley
- 2004: Jim Ritcher
- 2005: Thurman Thomas
- 2006: Andre Reed
- 2007: Steve Tasker
- 2008: Bruce Smith
- 2010: Booker Edgerson
- 2011: Phil Hansen
- 2012: Bill Polian
- 2014: Van Miller
- 2015: Lou Saban
- 2017: Cookie Gilchrist

### Besondere Trikotnummern
| Retired Numbers der Buffalo Bills |           |          |           |
| Nr.                               | Spieler   | Position | Zeitraum  |
| 12 1                              | Jim Kelly | QB       | 1986–1996 |

Offiziell haben die Bills mit der Nummer 12 nur eine Rückennummer gesperrt. Allerdings gibt es noch weitere Nummern, die entweder nur inoffiziell zurückgezogen wurden oder nur noch selten vergeben werden.
| Inoffiziell Retired Numbers der Buffalo Bills |                |          |           |                                                                                      |
| Nr.                                           | Spieler        | Position | Zeitraum  | Anmerkung                                                                            |
| 32                                            | O. J. Simpson  | RB       | 1969–1977 | Erster Runningback, der 1973 die 2000 Rushing-Yards-Marke in einer Saison durchbrach |
| 34                                            | Thurman Thomas | RB       | 1988–1999 | Gemeinsam mit Kelly und WR Reed bildete er die „Triplets of the North“               |
| 78                                            | Bruce Smith    | DE       | 1985–1999 | Mit insgesamt 200 Sacks der Karriere-Rekordhalter der NFL                            |

Die Rückennummer 15, getragen 1962–1969 vom QB Jack Kemp, 44, getragen 1960–1968 vom WR Elbert Dubenion, 66, getragen 1961–1969 vom Guard Billy Shaw und 83, getragen 1985–1996 vom WR Andre Reed, werden nur noch selten von den Bills vergeben.

## Trainer (Head Coaches)
| Buffalo Bills |                   |           |     |     |    |   |       |    |    |   | |        |
| 1             | Buster Ramsey*    | 1960–1961 | 28  | 11  | 16 | 1 | 0,407 | –  | –  | – | | [ 10 ] |
| 2             | Lou Saban         | 1962–1965 | 56  | 36  | 17 | 3 | 0,679 | 3  | 2  | 1 | UPI NFL Trainer des Jahres (1964, 1965)                                                                                        | [ 11 ] |
| 3             | Joe Collier* 1    | 1966–1968 | 30  | 13  | 16 | 1 | 0,448 | 1  | 0  | 1 | | [ 12 ] |
| 4             | Harvey Johnson*   | 1968      | 12  | 1   | 10 | 1 | 0,091 | –  | –  | – | | [ 13 ] |
| 5             | John Rauch        | 1969–1970 | 28  | 7   | 20 | 1 | 0,250 | –  | –  | – | | [ 14 ] |
| –             | Harvey Johnson*   | 1971      | 14  | 1   | 13 | 0 | 0,071 | –  | –  | – | | [ 13 ] |
| –             | Lou Saban 2       | 1972–1976 | 61  | 32  | 28 | 1 | 0,533 | 1  | 0  | 1 | | [ 11 ] |
| 6             | Jim Ringo 3       | 1976–1977 | 23  | 3   | 20 | 0 | 0,130 | –  | –  | – | | [ 15 ] |
| 7             | Chuck Knox        | 1978–1982 | 73  | 37  | 36 | 0 | 0,507 | 3  | 1  | 2 | AP NFL Trainer des Jahres (1980) Sporting News NFL Trainer des Jahres (1980) Pro Football Weekly NFL Trainer des Jahres (1980) | [ 16 ] |
| 8             | Kay Stephenson* 4 | 1983–1985 | 36  | 10  | 26 | 0 | 0,277 | –  | –  | – | | [ 17 ] |
| 9             | Hank Bullough 5   | 1985–1986 | 21  | 4   | 17 | 0 | 0,190 | –  | –  | – | | [ 18 ] |
| 10            | Marv Levy         | 1986–1997 | 182 | 112 | 70 | 0 | 0,615 | 19 | 11 | 8 | Sporting News NFL Trainer des Jahres (1988) UPI NFL Trainer des Jahres (1988, 1993)                                            | [ 19 ] |
| 11            | Wade Phillips     | 1998–2000 | 48  | 29  | 19 | 0 | 0,604 | 2  | 0  | 2 | | [ 20 ] |
| 12            | Gregg Williams    | 2001–2003 | 48  | 17  | 31 | 0 | 0,354 | –  | –  | – | | [ 21 ] |
| 13            | Mike Mularkey     | 2004–2005 | 32  | 14  | 18 | 0 | 0,438 | –  | –  | – | | [ 22 ] |
| 14            | Dick Jauron 6     | 2006–2009 | 57  | 24  | 33 | 0 | 0,421 | –  | –  | – | | [ 23 ] |
| 15            | Perry Fewell*     | 2009      | 7   | 3   | 4  | 0 | 0,429 | –  | –  | – | | [ 24 ] |
| 16            | Chan Gailey       | 2010–2012 | 48  | 16  | 32 | 0 | 0,333 | –  | –  | – | | [ 25 ] |
| 17            | Doug Marrone      | 2013–2014 | 32  | 15  | 17 | 0 | 0,469 | –  | –  | – | | [ 26 ] |
| 18            | Rex Ryan 7        | 2015–2016 | 31  | 15  | 16 | 0 | 0,484 | –  | –  | – | | [ 27 ] |
| 19            | Anthony Lynn      | 2016      | 1   | 0   | 1  | 0 | 0,000 | –  | –  | – | | [ 28 ] |
| 20            | Sean McDermott*   | 2017–     | 131 | 86  | 45 | 0 | 0,656 | 14 | 7  | 7 | | [ 29 ] |

| #         | Reihenfolge der Trainer                           |
| Spiele    | Spiele als Trainer                                |
| S         | Siege                                             |
| N         | Niederlagen                                       |
| UE        | Unentschieden                                     |
| Gewonnen% | Siegquote                                         |
| *         | Ausschließlich bei den Bills als Head Coach aktiv |

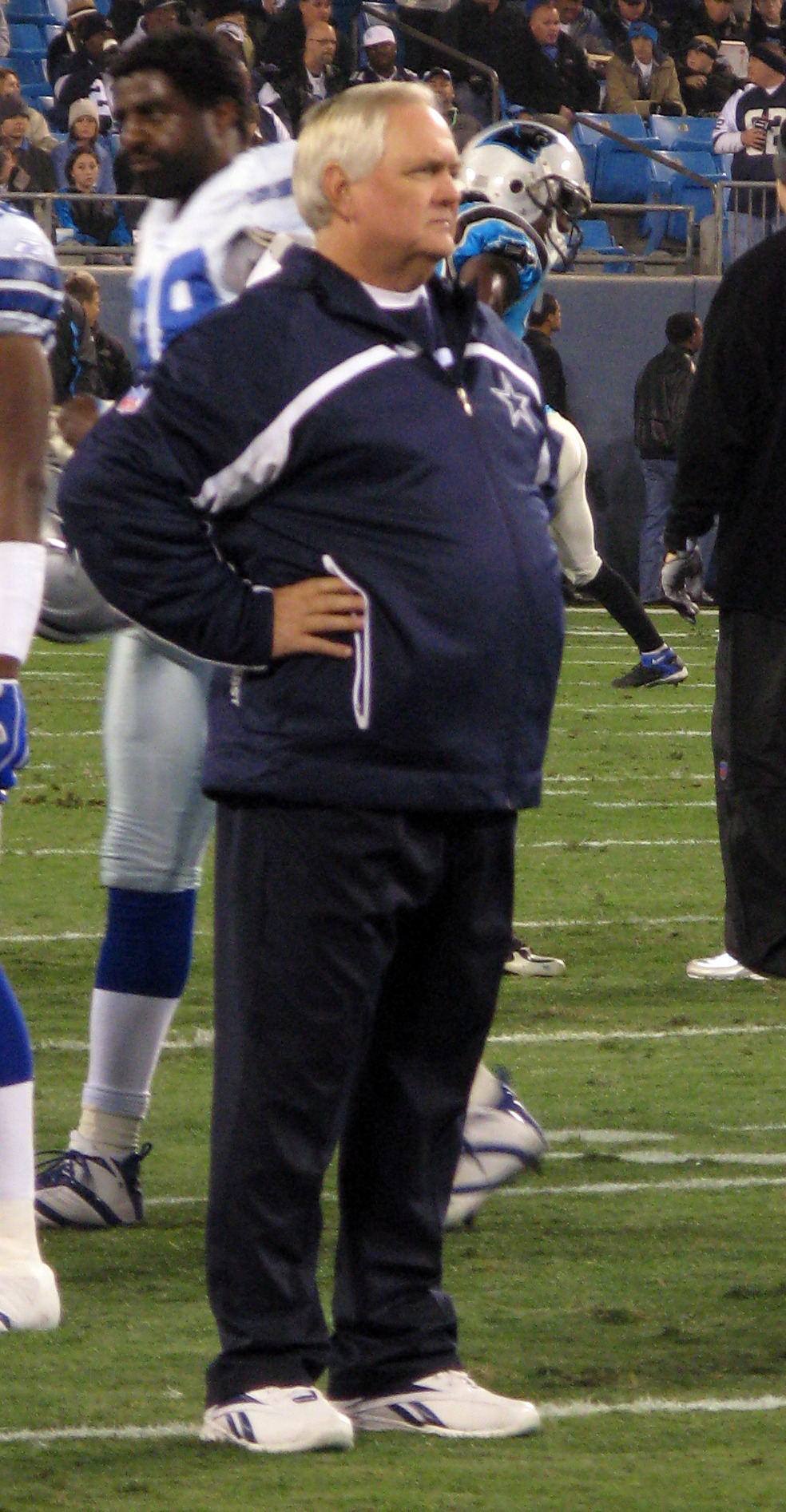
Wade Phillips, Head Coach von 1998 bis 2000
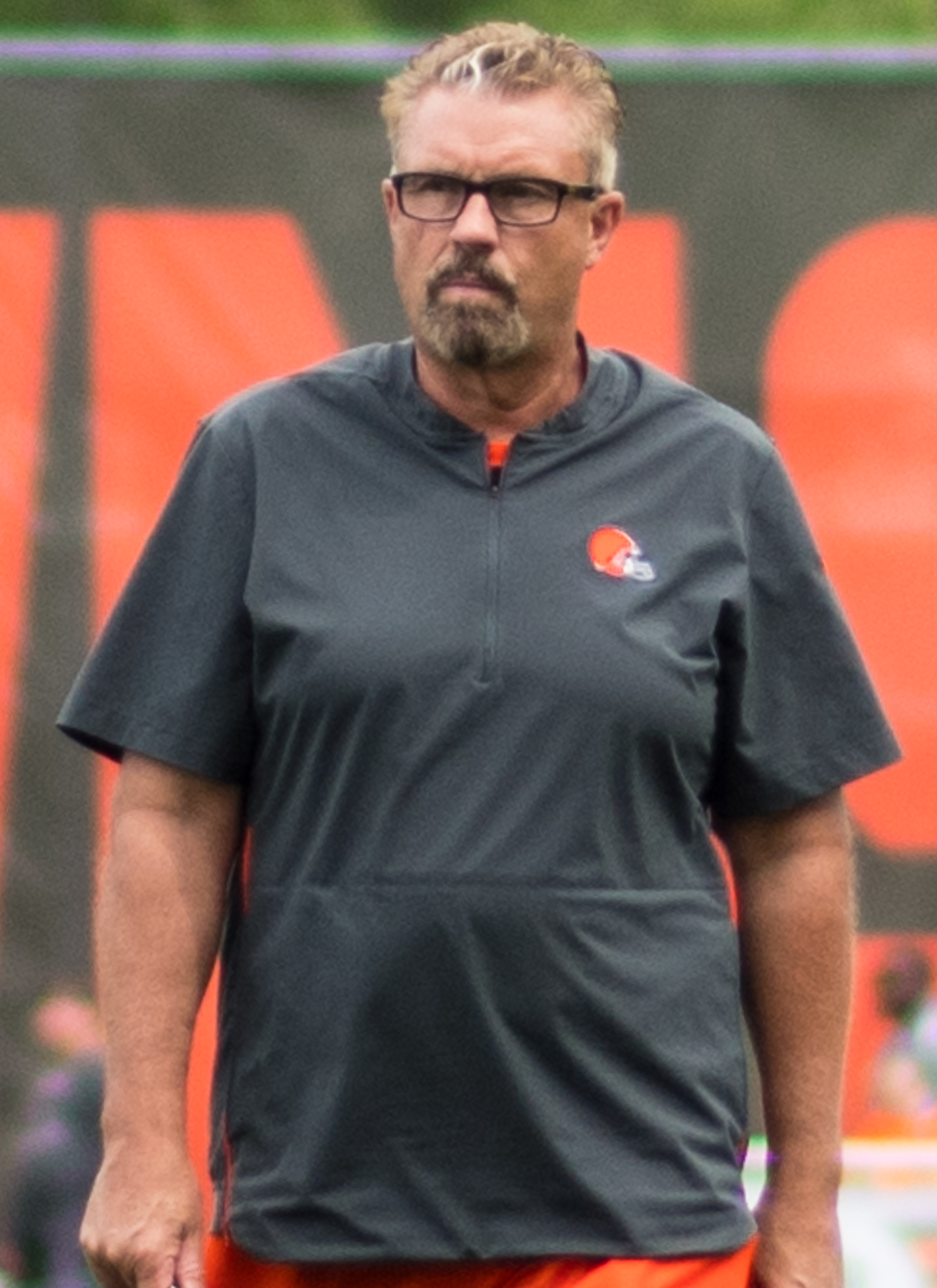
Gregg Williams, Head Coach von 2001 bis 2003
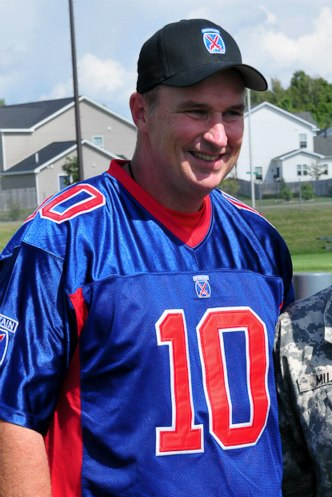
Doug Marrone, Head Coach von 2013 bis 2014
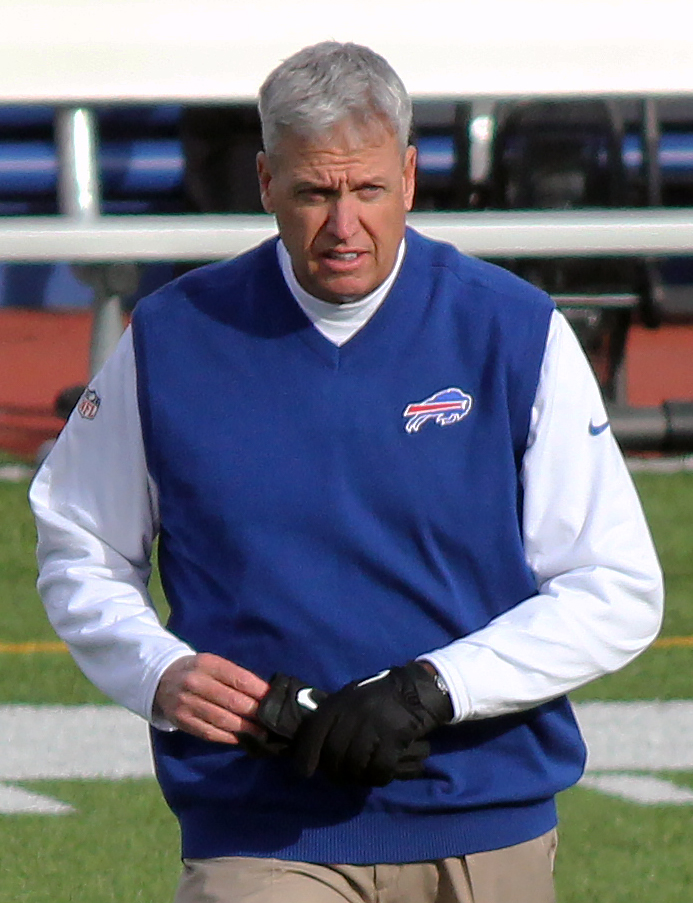
Rex Ryan, Head Coach von 2015 bis 2016

## Eigentümer
Als Lamar Hunt für seine geplante Konkurrenz-Liga AFL entsprechende Franchise-Nehmer suchte, fand er in Ralph Wilson einen entsprechenden Investor für den Spielort Buffalo.
Wilson hatte aus dem Versicherungsgeschäft des Vaters den Mischkonzern „Ralph Wilson Industries“ aufgebaut. Wilson war bis dahin ein Minderheitseigner der Detroit Lions.
Durch informelle Gespräche 1965 mit dem Eigentümer der Baltimore Colts Carroll Rosenbloom brachte er die Fusion mit der NFL ins Rollen.
Am 25. März 2014 verstarb Wilson. Er war nach George Halas und Art Rooney mit 44 Jahren der langjährigste Besitzer eines Franchise. Das Franchise wurde nach dem Tod von seiner Witwe Mary und drei weiteren Personen als Nachlass verwaltet und zum Kauf angeboten.
Am 9. September 2014 wurde das Franchise vom früheren Ölindustrie-Unternehmer und jetzigen Besitzer mehrerer Sportfranchises in Buffalo und Umgebung (Eishockey, Lacrosse) Terrence Pegula und seiner Frau Kim gekauft. Er konnte sich damit gegen Donald Trump und Jon Bon Jovi durchsetzen, die ebenfalls Interesse gezeigt hatten. Pegula garantierte den Verbleib des Franchise in Buffalo. Das Geschäft mit einem Kaufpreis von rund 1,4 Milliarden Dollar wurde am 8. Oktober 2014 von den NFL-Teameignern genehmigt.

## Bilanzen und Rekorde
Buffalo Bills/Zahlen und Rekorde stellt wichtige Rekorde bei den Bills, die Saisonbilanzen und die Erstrunden Draft-Picks seit 1960 dar.